# Abatocera leonina
Abatocera leonina är en skalbaggsart som först beskrevs av Thomson 1865.  Abatocera leonina ingår i släktet Abatocera och familjen långhorningar.
Artens utbredningsområde är:
- Filippinerna.
- Sulawesi.

Inga underarter finns listade i Catalogue of Life.